# Wilhelm Tell (1934)
Wilhelm Tell ist ein deutscher Spielfilm aus dem Jahre 1934 von Heinz Paul mit Hans Marr als Tell und Conrad Veidt als sein Gegenspieler Gessler in den Hauptrollen.

## Handlung
Im Westalpengebiet zur Zeit des ausgehenden 12. Jahrhunderts. In den Waldstätten Uri, Schwyz und Unterwalden, den späteren Urkantonen der Schweiz, rumort es. Die Bewohner hatten von dem verstorbenen Kaiser Friedrich II. bestimmte Freiheitsrechte verbrieft bekommen. Da nunmehr das Haus Habsburg wieder die Macht übernommen hat, herrschen andere Töne. Uri und Schwyz entsenden ihre Unterhändler an den Hof des neuen Kaisers Rudolf I., um ihre Rechte bestätigt zu bekommen. Der aber erklärt das Dokument für ungültig und entsendet den hart und brutal auftretenden Reichsvogt Gessler, der die Eidgenossen rasch gegen sich aufbringt. Den Urkantonen werden fortan strenge Ge- und Verbote auferlegt.
Auch der Armbrustschütze Wilhelm Tell spürt die Folgen der neuen Staatsmacht, als er jagen geht, obwohl dies seit Neuem nunmehr verboten ist und lediglich Gessler und seinen Getreuen zusteht. Tell, ein von archaischem Gerechtigkeitssinn geprägter Sturkopf, will sich diesem Edikt nicht ohne Weiteres beugen, zumal Gessler ihm gegenüber auf eine herrische Art auftritt, die zugleich große Unsicherheit signalisiert. Gesslers nächster Untergebener, Landvogt Wolfenschieß, tut das Seine, um in dieser angespannten Situation weiteres Öl ins Feuer zu gießen. Als eines Tages ein schweres Unwetter über die Gegend zieht, sucht Wolfenschieß mit seinem Reitertrupp Unterschlupf im Haus des aufrechten Eidgenossen Konrad Baumgarten. Da jedoch nur dessen Gattin anwesend ist, nimmt sich Wolfenschieß einiges heraus und bedrängt die Frau. Als Baumgarten heimkehrt, hört er sein Weib schreien und erschlägt den unverschämten Eindringling. Es ist Wilhelm Tell, der dem Ehepaar daraufhin die Flucht über den See ermöglicht.
Bald lässt Gessler alle Hemmungen fallen: die Waldstätter Männer werden zur Fronarbeit gezwungen, die Bevölkerung mehr und mehr drangsaliert. Tell, zunächst dem Aufruhr eher abhold, ändert angesichts der allgemeinen Not seine Ansicht. Die wichtigsten Vertreter der Region kommen am Rütli zusammen und leisten den Schwur, gegen das usurpatorische Gessler-Regiment aufzubegehren. Nach der heiligen Messe am Martinstag präsentiert Gessler eine neue Schikane: Er hat auf einer Stange einen Eisenhut aufhängen lassen, den ab sofort jeder Bürger so zu grüßen habe, als sei Gessler persönlich anwesend. Als Tell in Gedanken versunken die Stelle passiert und nicht grüßt, wird er augenblicklich von Gesslers Schergen verhaftet. In einer Machtdemonstration verlangt der Reichsvogt vom Armbrustschützen, dass dieser einen Apfel vom Kopf des Sohnes Walter schieße. Tell zielt, drückt ab und trifft den Apfel. Gessler aber macht er klar, dass er den Tyrannen mit einem zweiten Pfeil getötet hätte, wenn er Walters Apfel verfehlt und stattdessen seinen Jungen getroffen hätte. Gessler lässt Tell von seinen Landsknechten verschleppen, doch dem gelingt beim Übersetzen über den See die Flucht. Als sich der Reichsvogt auf dem Weg nach Küßnacht befindet, lauert Tell ihm in der hohlen Gasse auf und erschießt ihn mit seiner Armbrust. Dies ist der Startschuss zur Rebellion der Waldstätter.

## Produktionsnotizen
Die Dreharbeiten zu Wilhelm Tell, gelegentlich auch mit dem Untertitel Das Freiheitsdrama eines Volkes geführt, begannen am 23. September 1933 mit den Außenaufnahmen, die in der Schweiz entstanden. Gedreht wurde am Vierwaldstättersee, in Flüelen, am Rütli, in Seedorf, Sargans, Wartau, im Schächental sowie in Ernen und Fiesch. Im darauffolgenden Monat waren die Außenaufnahmen abgeschlossen. Von Anfang bis Mitte November 1933 fanden die Atelieraufnahmen im Terra-Glashaus in Berlin-Marienfelde statt.
Nahezu zeitgleich wurden auch eine englisch-, eine französisch- und eine spanischsprachige Fassung hergestellt. Die Dreharbeiten bei der britischen Version, The Legend of William Tell, zogen sich bis in die ersten Januartage des Jahres 1934 hin. Regisseur Paul wurde ein britischer Dialogregisseur namens H. Henning Hayes zur Seite gestellt.
Die Welturaufführung des Streifens fand am 12. Januar 1934 in Berlins UFA-Palast am Zoo statt, in der Schweiz lief Wilhelm Tell am 17. Januar 1934 in Zürich an. Die Wiener Premiere, an der auch der Schweizer Gesandte Maximilian Jäger teilnahm, fiel auf den 12. Juni 1934.
Die Filmbauten schuf Robert A. Dietrich, ausgeführt wurden sie von Bruno Lutz. Conrad Arthur Schlaepfer und Max Hüske dienten Produzent Scotoni als Produktionsleiter. Co-Autor Hanns Johst hatte auch die künstlerische Leitung des Films. Franz R. Friedl hatte die musikalische Leitung. Die Kameraleute Franz Weihmayr, Hans Karl Gottschalk und Josef Dahinden arbeiteten Chefkameramann Sepp Allgeier zu. Als historische Berater wurden Linus Birchler, Robert Durrer, Eduard Achilles Gessler, Paul Lang und Eduard Probst verpflichtet. Um die Kostüme und Requisiten kümmerte sich Alfred Bader. Für den Ton sorgten Emil Specht und Fritz Seeger. Die Aufnahmeleitung hatte Conny Carstennsen, Kameraassistent war Sepp Ketterer.
Für Marr (als Tell) und Veidt (als Gessler) war dieser Kinostoff ein Déjà-vu: Beide hatten bereits exakt zehn Jahre zuvor (1923) ihre jeweiligen Rollen in dem gleichnamigen Stummfilm von Rudolf Walther-Fein und Rudolf Dworsky verkörpert. Conrad Veidt spielte in dem Remake das letzte Mal in einem deutschen Film mit.
Der Film war ein kommerzieller Misserfolg.

## Politische Hintergründe und Verwicklungen
Der Film wurde von dem Schweizer Geschäftsmann und Eigentümer der deutschen Terra Film, Ralph Scotoni, einem Anhänger des deutschen Nationalsozialismus, hergestellt. Trotz seiner Parteimitgliedschaft seit 1933 musste Scotoni seine Firmenanteile auf deutschen Druck hin 1935 verkaufen.
Mit Regisseur Heinz Paul, Drehbuchautor Hanns Johst, dem späteren Präsidenten der Reichsschrifttumskammer, und Titelheld Hans Marr wurden überdies Künstler verpflichtet, die seit 1933 als sehr regimenah galten. Emmy Sonnemann, die die Tell-Gattin Hedwig verkörperte, wurde 1935 Ehefrau des preußischen Ministerpräsidenten und späteren „Reichsmarschalls“ Hermann Göring.
Für den aus England extra für dieses Remake heimgeholten Gessler-Darsteller Conrad Veidt, der mit seiner jüdischen Ehefrau 1932 zwecks Erfüllung eines Filmvertrags nach London gegangen war, sollte sich diese Heimkehr in das mittlerweile nationalsozialistisch gewordene Deutschland als hohes persönliches Risiko herausstellen, zumal er unmittelbar vor Beginn der Dreharbeiten zu Wilhelm Tell in England die Titelrolle in dem philosemitischen Film Ahasver, der ewige Jude verkörpert hatte. Offensichtlich war man in Berlin dieser Tatsache zu dieser Zeit noch nicht gewahr geworden. Bei Ende der Dreharbeiten zu Wilhelm Tell versuchte man von deutscher Seite mit allerlei Tricks, Veidt nicht mehr ziehen zu lassen und in Deutschland zurückzuhalten. Zu diesem Komplex heißt es in Kay Wenigers Es wird im Leben dir mehr genommen als gegeben …:

„Ende 1933 kehrte er ein letztes Mal nach Berlin zurück, um nach zehn Jahren erneut den Gessler in einer ‚Wilhelm Tell‘-Neuverfilmung zu spielen. Propagandaminister Joseph Goebbels versuchte den populären Star nach Ende der Dreharbeiten mit allen Mitteln in Deutschland zurückzuhalten. Veidts vermeintlich schlechter Gesundheitszustand, der eine Abreise angeblich unmöglich mache, musste für diese Aktion als Grund herhalten. Erst ein von Veidts britischer Vertragsfirma entsandter Arzt konnte den mit einer Jüdin verheirateten Schauspieler untersuchen, seine Reisefähigkeit bestätigen und somit Veidts Rückkehr nach London ermöglichen.“

## Rezeption
„‚Ob Sage oder Wahrheit, ist hier nicht die Frage. Die Perle jeder Fabel ist der Sinn!‘ Diese Formel aus den ‚Tellschüssen‘ ist dem Film Losung und zugleich Lösung der Frage nach dem Grundriß der Handlung. Die geistigen Wegbereiter haben, bestärkt durch die in alten Quellen und Berichten niedergelegten Zeugnisse, an der volkstümlichen Vorstellung festgehalten. Trotzdem ist der Stoff von der theatralischen Illusion befreit. Die Gestalt des schweizerischen Freiheitshelden ist aktiviert, aus dem Werkzeug ist der Führer geworden. Der Heroismus fand im Mythos das schöpferische Element, Wilhelm Tell ist ein Heros der Natur; er erhebt in der grandiosen Landschaft der Innerschweiz, deren Herz der Vierwaldstättersee bildet, die Freiheit auf den Thron. Der Dichter Hanns Johst hat die künstlerische Richtung gesinnungsmäßig bestimmt. Bei Schiller, von dem sich der Film nicht nur in der Sprache, sondern auch im Ablauf und Zusammenhang der Vorgänge entfernt, ist Tell ein stiller Mann und seine Tat die Rache des Vaters. Der Film macht ihn zum Unterhändler in Luzern, er erschießt den Landvogt ‚in der gerechten Notwehr eines Volkes‘. […] Der Tellstoff bot der Kamera die Chance, all das in optischen und akustischen Eindrücken zu zeigen, was beim Theater hinter der Szene spielt. Schließlich soll und will das Publikum, das ja nun gerade mit dem künstlerischen Ausdrucksmittel einer höheren, an Raum und Zeit weniger gefesselten Technik erleben. Es gibt also im Film vieles, was die Bühne vorenthielt.“

Wiens Neue Freie Presse berichtete drei Tage nach der Wiener Premiere in ihrer Ausgabe vom 15. Juni 1934: „In dem Drehbuch von Hans Johst und Heinz Paul nähert sich Tell wieder der Schillerschen, bereits traditionell gewordenen Gestalt. Der Tell-Schuß, die Hutszene, der politische Mord in der Hohlen Gasse, die Fronfeste – das Schillerische Vorbild wird überall sichtbar […] An eigener Erfindung ist wenig hinzugekommen. […] Vor allem ist aber dem Film der bedeutendste Mithelfer gewonnen: die Natur selbst. […] Unter Heinz Pauls Regie nimmt die Darstellung wie das im Dialog dürftige Buch die Richtung zum Heroischen. Scharfe, schnittige Gesichter, auf Trotz, Haß und Sieg gestellt, unter denen eines besonders in Güte hervorleuchtet: Hans Marr als Tell. Er verbindet, dieser warmherzige Menschenbildner, hier das scheinbar Heterogenste, männliche Tatkraft mit kindlicher Güte. […] Conrad Veidt ist sein Gegenspieler in jedem Sinn: nicht der behagliche Tyrann, wie ihn Schiller einmal nennt, sondern der finstere, in dessen wie durch ein Visier von der Welt abgeschlossenen Gemüt ein ganzes Schlangennest von Begierden zu brüten scheint.“
In der Österreichischen Film-Zeitung vom 16. Juni 1934 ist über Wilhelm Tell auf Seite 2 zu lesen: „In einer Fülle von schönen Bildern erstehen auf der Leinwand die packenden Ereignisse der Tell-Sage, deren Grundzüge nach Schillers Drama gestaltet wurden, wobei aber den filmischen Erfordernissen in weitem Maße Rechnung getragen ist. Hans Marr als Wilhelm Tell und Conrad Veidt als Geßler verkörpern mit eindringlicher Kunst die zwei überragenden Figuren des Films. Die unvergleichliche Schweizer Landschaft gibt den Hintergrund des imposanten Films ab, für den, so weit als möglich, die Originalstätten der Handlung herangezogen wurden. Conrad Veidt gibt als Geßler eine interessante Charakterstudie.“

„Auf den Tonfilm ‚Wilhelm Tell‘ waren Fachwelt und Publikum mehr als gespannt, auf jeden Fall alle Filmfreunde, die noch den alten stummen Film von Tell im Gedächtnis hatten. […] Der Dichter Hanns Johst hat gemeinsam mit dem Regisseur Heinz Paul den alten Stoff des Schillerschen Dramas zu einem Film geformt. Nicht mit Glück. Jede Szene steht völlig isoliert da, wie das Kolossalgemälde in einem Panorama. Ist die Szene zu Ende, hört man förmlich den Vorhang der Meininger Sprechbühne rauschen. Was Friedrich Schiller gewaltig für das Theater und zur unsterblichen Volkstümlichkeit gestaltet hat, ist nun einmal für den Film schwer oder überhaupt nicht umzuformen. […] es hat die meisterhafte Dynamik von Schiller gefehlt, die untergründige und stets vibrierende dichterische Spannung, ohne die ein Drama und erst recht ein Film niemals leben können. Hanns Marr gibt dem Tell neue Deutung und Wirkung, ohne Pathos und ohne Spiel. Mehr Bauer als Jäger, mehr Gatte und Vater als Mensch, mehr schwerblütiger Sohn seines freien Landes als geborener Revolutionär. Conrad Veidt ist ein böser, harter, finsterer, heimtückischer und grausamer Reichsvogt, ein Sadist – leider dazu noch in einer Uniform, die an Rußland erinnert. Tells Frau ist die schöne Emmy Sonnemann, von der immer Mütterlichkeit und verstehendes Frauentum ausstrahlen. – Trotz mancher Mängel: es steckt viel Arbeit und Ernst in diesem Heldenlied von Heimat und Vaterland. Dieses Filmepos ist schon eine kulturelle Tat.“